# Johnny Rapid
Johnny Rapid, pseudonimo di Hylan Anthony Taylor (Conyers, 24 agosto 1992), è un attore pornografico statunitense.
È uno degli attori pornografici gay più prolifici e noti degli anni 2010.

## Biografia
Ha esordito nell'industria del cinema pornografico rispondendo a un annuncio su internet, andando a coprire il ruolo di twink passivo, per il quale è considerato uno tra i più iconici esponenti.
Ha lavorato nel settore della pornografia gay per l'azienda Men.com, oltre ad aver partecipato a due documentari sul tema, I'm a Porn Star e Outspoken, entrambi del 2013.
Precedentemente ritenuto un attore gay-for-pay, nel 2015 si definisce bisessuale. È sposato con Angie Lynn Blankenship dal 2010, dalla quale ha avuto un figlio. Nel dicembre 2014 è stato arrestato con l'accusa di aver picchiato la compagna che aveva rifiutato di organizzare un rapporto a tre con un'altra ragazza, avendo saputo che era minorenne.
È stato vincitore nel 2014 dei Cybersocket Web Awards come migliore attore porno e nel 2023 dei GayVN Awards come Favorite Cam Guy.
Nel 2017 è stato uno degli attori più ricercati sul portale Pornhub nella categoria dedicata alla pornografia gay. Ha girato oltre 400 scene di sesso.
Nel 2019 ha fondato il proprio studio di produzione.

## Premi e nomination
| Anno | Premio                 | Categoria                   | Film                             | Vincitore                     | Risultato |
| ---- | ---------------------- | --------------------------- | -------------------------------- | ----------------------------- | --------- |
| 2023 | GayVN Awards           | Favorite Cam Guy            | –                                | Johnny Rapid                  | Vittoria  |
| 2014 | Cybersocket Web Awards | Miglior attore porno        | –                                | Johnny Rapid                  | Vittoria  |
| 2014 | Grabby Awards          | Performer dell'anno         | –                                | Trenton Ducati & Boomer Banks | Nomina    |
| 2014 | Grabby Awards          | Performer del web dell'anno | –                                | Billy Santoro                 | Nomina    |
| 2017 | Grabby Awards          | Performer dell'anno         | –                                | Jack Hunter & Wesley Woods    | Nomina    |
| 2017 | Grabby Awards          | Hottest Bottom              | –                                | Devin Franco                  | Nomina    |
| 2017 | Grabby Awards          | Performer Twink             | –                                | Liam Riley                    | Nomina    |
| 2018 | Grabby Awards          | Miglior attore porno        | Justice League: A Gay XXX Parody | Tegan Zayne                   | Nomina    |
| 2018 | Grabby Awards          | Hottest Bottom              | –                                | Devin Franco                  | Nomina    |
| 2018 | GayVN Awards           | Miglior scena Twink         | Flash: A Gay XXX Parody          | Boys Night, HelixStudios.net  | Nomina    |
| 2018 | GayVN Awards           | Twink preferito (Fan Award) | –                                | Joey Mills                    | Nomina    |